# Blood Omen: Legacy of Kain
(Prologo del gioco)
Blood Omen: Legacy of Kain è il primo episodio della serie di videogiochi Legacy of Kain, comprendente cinque titoli che hanno per oggetto le vicissitudini del vampiro Kain e in parte del suo luogotenente Raziel nella terra di Nosgoth.

## Trama

### Premessa
Il gioco si svolge in una terra chiamata Nosgoth, che ha la caratteristica di essere protetta da un incantesimo scaturito da un complesso monumentale conosciuto come "I Pilastri". Essi si ergono su di un piedistallo e hanno un'altezza pressoché infinita. Ogni Pilastro rappresenta un elemento: Equilibrio, Morte, Tempo, Mente, Conflitto, Stato, Natura, Dimensione ed Energia, e ognuno di essi ha un relativo Guardiano a rappresentarlo. Il gruppo dei Guardiani, chiamato Cerchio dei Nove, è costantemente protetto da un ordine di monaci guerrieri, i Sarafan. A Nosgoth, oltre agli umani, vivono svariate creature magiche e sovrannaturali, tra cui senz'altro i più minacciosi per la specie umana sono i vampiri, che proprio in virtù della loro natura predatoria vi risultano essere i nemici giurati del Cerchio e dei Sarafan.

### Sinossi
Il potente vampiro Vorador, bramoso di vendicare a fil di spada il proprio signore Janos Audron, barbaramente ucciso dai Sarafan, compie un massacro ai danni del Cerchio dei Nove. Egli ne uccide sei, lasciando in vita il Guardiano del Conflitto Malek, detto il Paladino, protettore del Cerchio e generale dei sacerdoti Sarafan, ed i restanti Guardiani, per dimostrare come le loro vite siano determinate dal volere delle creature vampiriche da loro tanto odiate e disprezzate. Malek, sopraggiunto in difesa del Cerchio troppo tardi ed essendosi perdipiù fatto subito battere dal vampiro, viene punito per la propria negligenza dal Guardiano della Morte Mortanius, che lo maledice privandolo del proprio corpo, confinando la sua anima all'interno della sua stessa armatura e condannandolo a proteggere in eterno le future generazioni di Guardiani; cinque secoli dopo il massacro, però, viene assassinata un'altra Guardiana, Ariel.
Dalla morte di Ariel passano trent'anni. Kain, un nobiluomo in viaggio per Nosgoth, giunge, in piena notte, nel villaggio di Ziegsturhl in cerca di un momentaneo posto per riposare ma, sfortunatamente per lui, ogni locanda pare essere al completo. Ad un certo punto, l'uomo viene accerchiato da un gruppo di banditi che, dopo un breve scontro, riescono ad ucciderlo. Kain si risveglia in una strana dimensione dall'aspetto onirico ed alquanto spettrale, legato ed ancora trafitto dalla spada che lo ha ucciso, dove viene accolto da Mortanius, che gli offre la possibilità di risorgere a nuova vita per vendicarsi a fil di spada dei suoi assassini. Bramoso di vendetta, Kain acconsente ciecamente alla proposta del Guardiano e, quando Mortanius estrae la spada dal suo corpo, egli rinviene nel mausoleo del suo casato, quattro giorni dopo il suo decesso, scoprendo di essere divenuto un vampiro. Kain riesce facilmente ad intercettare e uccidere i suoi assalitori, ma ben presto comprende che la sua nuova natura comporta diversi svantaggi, tra i quali la vulnerabilità all'acqua ed alla luce solare, nonché la costante necessità di nutrirsi di sangue per sopravvivere e l'impossibilità, dato il suo aspetto irrimediabilmente mutato, di poter avvicinare altri esseri umani. Il vampiro viene poi contattato da Mortanius, il quale gli spiega che i banditi responsabili della sua morte non avevano agito casualmente, ma erano stati assoldati da qualcuno con il preciso scopo di assassinarlo. Detto ciò, il Guardiano suggerisce a Kain di indagare recandosi presso i Pilastri.
Kain raggiunge i Pilastri, tra i quali scorge la figura di un fantasma, la Guardiana dell'Equilibrio Ariel. Ella spiega al vampiro che la propria morte portò alla pazzia del suo consorte, il Guardiano della Mente Nupraptor il Mentalista, che influenzò a sua volta anche gli altri Guardiani, i cui animi vennero irrimediabilmente corrotti. Essendo i Guardiani in simbiosi con i Pilastri, ed i Pilastri legati a Nosgoth, le sue terre si corruppero a loro volta, divenendo gradualmente afflitte da tumulti, violenza e terrore. Ariel chiede a Kain di ripristinare l'equilibrio di Nosgoth uccidendo i Guardiani, cosicché i Pilastri possano avere nuovi Guardiani puri. Il vampiro non mostra interesse per la causa del fantasma, essendo intenzionato soltanto a ritornare umano, ma Ariel gli spiega che non esiste rimedio al vampirismo, e che per aiutare sé stesso dovrà per forza purificare Nosgoth. Non avendo altre alternative, Kain decide di aiutare Ariel, mettendosi così alla ricerca dei Guardiani.
Si reca così ad ovest del villaggio di Vasserbunde, presso un accampamento di zingari, dove scorge in cima ad una collina il Ritiro di Nupraptor, dove, dalla tragica morte dell'amata consorte, si è recluso. Al suo interno, gremito di schiavi brutalmente mutilati, trova una sorta di osservatorio, composto da due lenti. La prima lente mostra le terre di Nosgoth all'apparenza normali, mentre dalla seconda lente si osserva invece una terra corrotta e devastata. Poco dopo, Kain trova il Guardiano, che dopo aver rifiutato causticamente l'aiuto offertogli da Malek, evocato dalla maledizione di Mortanius che lo costringe a proteggere i Guardiani, ingaggia una battaglia con il vampiro. Kain riesce a sconfiggerlo, decapitandolo e portandosi poi la testa con sé.
Tornato alla volta dei Pilastri, Kain usa la testa di Nupraptor per ripristinare il Pilastro che rappresentava. Ariel conviene che una volta eliminato Malek, non ci sarebbero più particolari ostacoli alla sua caccia agli altri Guardiani. Quindi, Kain decide di recarsi a nord di Vasserbunde, in cerca del Guardiano del Conflitto. Durante il suo cammino, il vampiro giunge a Coorhagen, la sua città natale, apprendendo con mestizia come in essa si sia propagata una pestilenza che sta decimando i suoi abitanti. Attraverso un passaggio presente nelle catacombe della cappella cittadina, Kain giunge presso una gola dove, in un monte al di là di essa, è situato il Bastione di Malek. Il vampiro raggiunge l'edificio, affronta le armature possedute che infestano il forte ed arriva infine presso la sala del trono, su cui giace quello che un tempo era stato il corpo di Malek. Il Paladino si materializza dinanzi a Kain e tra i due parte una furibonda lotta. Malek sembra però essere totalmente immune agli attacchi di Kain, che viene così costretto alla fuga. Il vampiro ritorna da Ariel, che gli suggerisce di rivolgersi al Guardiano del Tempo Moebius l'Oracolo, detto anche il Tessitore del Tempo.
Kain si sposta così a nord-est, in una regione innevata. Tra le montagne il vampiro trova delle antiche caverne che lo conducono alla Caverna dell'Oracolo. Ivi trova il Guardiano Moebius, al quale Kain spiega che deve sconfiggere Malek, ma che quest'ultimo pare essere invulnerabile. Il Guardiano suggerisce a Kain di recarsi dal vampiro Vorador, che sconfisse Malek secoli addietro durante l'eccidio perpetrato ai danni del Cerchio. Il vampiro attraversa la Foresta di Termogent e giunge presso la Villa di Vorador. Superate le concubine ed i vari schiavi umani del vampiro che vagano nella villa, Kain raggiunge Vorador. L'anziano vampiro lo accoglie, mostrando approvazione verso il suo operato, e si offre di aiutarlo, ma lo invita a non entrare nelle faccende degli umani. Vorador dona a Kain un anello che lo invocherà ogni qual volta che Kain lo chiamerà in cerca d'aiuto.
Successivamente, su espressa richiesta di Mortanius, Kain si dirige nel Dark Eden, una regione vulcanica nell'estremo nord, dove pare che una strana ed anomala forma d'energia sprigionata da un'enorme torre stia pericolosamente alterando il paesaggio circostante, dando inoltre vita a schiere di temibili demoni. Kain raggiunge il castello che origina tale maleficio, e vi trova il Guardiano della Natura Bane il Druido, la Guardiana dell'Energia DeJoule, soprannominata la Manipolatrice di Energia, ed il Guardiano dello Stato Anacrothe l'Alchimista. Per proteggerli appare Malek, ma prontamente Kain utilizza l'anello donatogli da Vorador, che lo fa comparire al suo fianco. Mentre Vorador è impegnato a duellare con Malek, Kain ha modo di occuparsi di Bane e DeJoule. I vampiri, alla fine, escono dalla battaglia vittoriosi, ma Anacrothe riesce comunque a fuggire.
Dopo aver purificato i Pilastri dai rispettivi Guardiani abbattuti, Kain viene indirizzato da Ariel nella città di Avernus alla ricerca della Guardiana della Dimensione Azimuth, trovandola sotto assedio da parte di orde di creature demoniache. Entrato nella cattedrale della città, rimasta invece completamente intatta, il vampiro trova una strana spada dalla lama serpentina, la Mietitrice d'Anime, e ne prende possesso. Kain affronta poi Azimuth e, dopo averla sconfitta, purifica col Terzo Occhio della donna il Pilastro che ella rappresentava.
Kain scopre poi che da nord sta marciando un temibile esercito di creature demoniache guidato dal sovrano, un tempo chiamato William il Giusto, e ora divenuto la Nemesi, che ha già assoggettato tutte le maggiori città di Nosgoth, eccetto Willendorf. Ottmar, sovrano della suddetta città, anziché preparare l'esercito alla battaglia, l'ha inviato per tutti i territori del regno alla ricerca della strega Elzevir, che ha imprigionato l'anima della sua amata figlia in una bambola. Solo dopo aver ucciso Elzevir e aver restituito l'anima della figlia al padre, Kain riesce ad ottenere l'aiuto di Ottmar; ponendosi quindi alla guida dell'esercito del re, Kain parte alla carica contro l'esercito della Nemesi, con l'unico risultato che le milizie del vampiro vengono completamente annientate. Non potendo bloccare l'avanzata della Nemesi, Kain, su suggerimento dello stesso Guardiano del Tempo, decide di utilizzare la sua Macchina Tessitrice del Tempo per ritornare nel passato ed evitare così l'ascesa di William il Giusto.
Tornato indietro nel tempo di ben cinquant'anni, Kain s'imbatte in William. Spiandolo, scopre che egli è segretamente aiutato da Moebius, il quale lo avvisa dell'arrivo del vampiro e gli fornisce nuove portentose armi per affrontarlo, tra cui la Mietitrice d'Anime. William però non riesce ad evitare la propria sorte e, dopo un duro scontro, viene ucciso da Kain, il quale, utilizzando una seconda copia della Macchina Tessitrice del Tempo, ritorna nella propria epoca. Qui scopre però che tutto è drasticamente cambiato: l'uccisione di WIlliam il Giusto da parte di un vampiro (cioè lui stesso) era servita da pretesto per Moebius, che lo aveva manipolato per i propri scopi sin dall'inizio, per dare inizio ad una spietata crociata su vasta scala contro la razza vampirica. Kain assiste alla pubblica esecuzione di Vorador, l'ultimo vampiro rimasto (a parte lo stesso Kain, naturalmente) e, in preda all'ira, si scaglia contro il Guardiano del Tempo, ingaggiando con lui un violento scontro. Una volta ucciso e decapitato, raccoglie la sua clessidra per poter purificare il rispettivo Pilastro.
Su consiglio di Mortanius, Kain ritorna ai Pilastri dove di nascosto assiste ad un dialogo tra il Guardiano della Morte stesso ed Anacrothe. Il vampiro apprende che era stato proprio Mortanius ad organizzare il suo assassinio, così da poterlo sfruttare per eliminare i membri del Cerchio; Anacrothe, contrario all'idea di togliersi la vita per il bene di Nosgoth, attacca Mortanius, ma alla fine ha la peggio e viene ucciso. Kain si presenta quindi al cospetto di Mortanius, ed inizia l'ultima battaglia per la purificazione del Cerchio. Prima di venire sconfitto definitivamente, Mortanius muta improvvisamente forma, assumendo le sembianze di una creatura alata demoniaca, e rivelando che parte delle sue azioni erano state guidate da questa misteriosa creatura che da moltissimi anni albergava dentro di lui. Sotto l'influsso di quest'essere, infatti, era stato proprio Mortanius ad uccidere Ariel, dando il via a tutto quanto, e dopo aver ripreso momentaneamente il controllo del proprio corpo, aveva fatto uccidere Kain con la speranza di porre rimedio ai danni da lui stesso provocati. Kain riesce alla fine ad uccidere Mortanius e con la Clessidra di Moebius, la Bilancia di Anacrothe e la Sfera dei morti di Mortanius purifica i tre rispettivi Pilastri.
L'ultimo Pilastro rimasto da purificare è quello dell'Equilibrio. Ariel appare a Kain e gli rivela che, quando era ancora un essere umano, lui era stato destinato ad esserne il Guardiano: Kain dovrebbe a questo punto sacrificarsi, uccidendosi per eliminare l'ultimo membro del Cerchio e permettere finalmente la nascita dei nuovi Guardiani. La scelta è data al giocatore, che può fare così, ripristinando l'Equilibrio a Nosgoth, oppure rifiutare di sacrificarsi e vedere Kain accettare la sua nuova condizione di vampiro, superiore a quella umana, e regnare assolutisticamente su di una Nosgoth ormai in decadenza (scelta che nei sequel della serie si rivela essere quella canonica).

## Modalità di gioco
Blood Omen è un action-adventure free-roaming con visuale isometrica dall'alto. La partita, come anche i suoi due immediati successori Soul Reaver e Soul Reaver 2, non ha delle vere e proprie missioni, ma in stile RPG lascia il giocatore libero di spostarsi nel mondo di gioco (del quale nuove aree vengono man mano sbloccate) con la sola conoscenza di cosa si dovrebbe fare per far procedere la trama. Per certi versi il gameplay di Blood Omen è unico, dato che mescola elementi degli RPG classici (numero illimitato di nemici, ritrovamento di oggetti non unici, la libertà di movimento nel mondo di gioco e la presenza di segreti da trovare) con un sistema da adventure moderno (il ritrovamento di armi, poteri e oggetti unici nel corso della partita, spesso in parallelo con l'avanzamento della trama, che facilitano i combattimenti e introducono nuove abilità) e addirittura qualche reminiscenza da adventure classico (il numero di "vite", ovvero le volte che si può morire prima di fare irrimediabilmente game over, rappresentato da un oggetto comune con l'aspetto di un cuore).

## Personaggi
- Kain

- Vorador

- Ariel la Sacerdotessa

- Mortanius il Negromante/Hash' Ak' Gik

- Nupraptor il Mentalista

- Malek il Paladino

- Moebius l'Oracolo

- Azimuth

- Bane il Druido

- Dejoule la Manipolatrice di Energia

- Anacrote l'Alchimista

- William il Giusto/Nemesi

## Curiosità
- Nel corso del gioco è possibile incappare in alcune scritte codificate in alfabeto Futhark. Il gioco stesso, ad un certo punto della partita, rivela la traduzione dei vari segni in caratteri latini, il che permette di decifrare le varie scritte. Al di là di alcune indicazioni utili per il gioco, in una sezione iniziale del cimitero è presente tutta una serie di lapidi in Futark che riportano i membri del team di sviluppo di Silicon Knight.
- La versione finale del gioco (sia per PC che per PlayStation) contiene i file di dialoghi e addirittura di intere porzioni di mappa, non normalmente raggiungibili, che fanno intuire l'esistenza di parti aggiuntive del gioco inizialmente pianificate e poi rimosse a ridosso del lancio. La più celebre è probabilmente la partita a scacchi con Vorador, che si sarebbe dovuta tenere durante la prima visita di Kain nella villa del suddetto, ma che fu rimossa all'ultimo perché afflitta da alcuni bug che non c'era più tempo di sistemare.[8]